# Neuenkirch
Neuenkirch – miejscowość i gmina w środkowej Szwajcarii, w kantonie Lucerna, w okręgu Sursee. Leży nad jeziorem Sempachersee.

## Demografia
W Neuenkirch mieszkają 7 194 osoby. W 2021 roku 11,1% populacji gminy stanowiły osoby urodzone poza Szwajcarią. 

## Transport
Przez teren gminy przebiegają autostrada A2 oraz drogi główne nr 2, nr 296 i nr 362. 